# Euopius rugificus
Euopius rugificus är en stekelart som beskrevs av Fischer 1969. Euopius rugificus ingår i släktet Euopius och familjen bracksteklar. Inga underarter finns listade i Catalogue of Life.